# José Luís Borges
José Luís Borges, segundo barão de Dourados (Mogi Mirim, 19 de Dezembro de 1824 — Rio Claro, 30 de Dezembro de 1893), foi um nobre brasileiro. Era tenente-coronel da Guarda Nacional.
Filho de Luis Borges de Almeida e Maria Joaquina de Jesus. Casou-se com D. Amália Carolina de Oliveira, filha do visconde de Rio Claro.
Foi agraciado barão por decreto 13 de agosto de 1889.
Em 1863, terminou a construção de seu solar, situado em Rio Claro, que desde 1974 foi tombado pelo CONDEPHAAT.